# 科曼湖

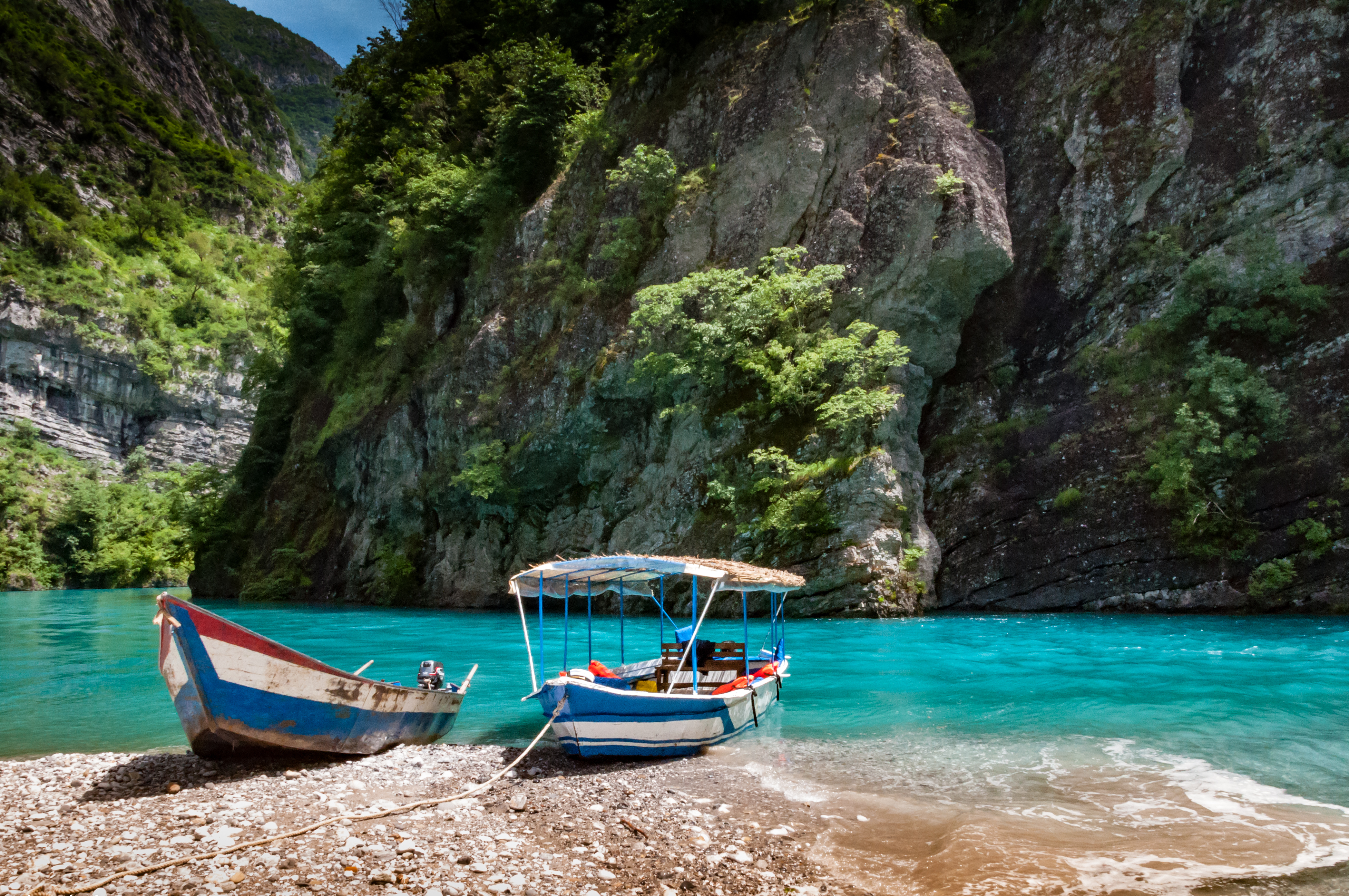

42°6′23″N 19°49′37″E / 42.10639°N 19.82694°E
科曼湖，是阿爾巴尼亞的湖泊，位於該國北部，處於德林河道上，長34公里，面積13平方公里，海拔高度170米，最大水深34米，湖水來自德林河、沙拉河和瓦爾博納河。